# Juan Alberto Melgar Castro
Juan Alberto Melgar Castro (Marcala, 26 de junho de 1930 – San Pedro Sula, 2 de dezembro de 1987) foi um general do exército hondurenho que atuou como chefe de Estado de Honduras de 22 de abril de 1975 a 7 de agosto de 1979, quando foi retirado do poder por outros militares.
O General Melgar Castro tomou o poder em golpe de Estado em 1975 que depôs Oswaldo López Arellano após um escândalo em seu governo de suborno com a United Fruit Company.
Durante seu governo, o processo de reforma agrária desacelerou por causa da pressão de proprietários de terras e políticos influentes. Sua esposa Nora Gúnera de Melgar foi prefeita de Tegucigalpa. Ela foi candidata do Partido Nacional para  presidente de Honduras em 1997, mas perdeu para o candidato do Partido Liberal, Carlos Roberto Flores.
Melgar Castro morreu de um ataque cardíaco, perto de San Pedro Sula, em 2 de dezembro de 1987.